# Флаг Подтёсова
Флаг муниципального образования «Посёлок Подтёсово» Енисейского района Красноярского края Российской Федерации — опознавательно-правовой знак, служащий официальным символом муниципального образования.
Флаг утверждён 24 апреля 2008 года и внесён в Государственный геральдический регистр Российской Федерации с присвоением регистрационного номера 4120.

## Описание
«Прямоугольное жёлтое полотнище с соотношением ширины к длине 2:3, несущее вдоль нижнего края голубую полосу шириной в 1/3 ширины полотнища; в середине полотнища изображены фигуры из герба посёлка, на жёлтом — малиновый штурвал с белой восьмиконечной звездой, на голубом — два скрещённых белых топора на жёлтых рукоятях».

## Обоснование символики
В XVIII веке пристань Подтёсово была центром судостроения на реке Енисей. В настоящее время это посёлок речников. В посёлке расположен судоремонтный завод и удобная для стоянки судов в зимнее время пристань, имеется школа речников. По одной из версий название посёлка связано с тем, что в далёкие времена (название посёлка перешло от деревни Подтёсово, возникшей в середине XVII века) жители деревни покрывали свои дома самодельными, вырубленными или вытесанными топором из брёвен тесинами, тёсом. Получалось, что дома «под тёсом», а деревня — Подтёсово. Эта версия названия посёлка и его историческая связь с речным флотом и судоходством нашла отражение на флаге посёлка. Два скрещённых топора аллегорически символизируют одну из версий происхождения названия деревни и посёлка, а корабельный штурвал вместе со звездой «Роза ветров» символизируют и судоремонтный завод, и школу речников. Великая сибирская река Енисей, на правом берегу которой раскинулся посёлок, символически отражена на флаге синей полосой.
Символика топора многозначна. У древних народов он ассоциируется с молнией, водой и плодородием, ему приписывали способность вызывать дождь и прекращать его. Первоначально у топора было боевое назначение. Он являлся символом власти вождя, правителя и атрибутом воина. Постепенно он становится орудием не разрушения, а созидания. Меняется и его символика. Топор — символ созидания, строительства, хозяйственности.
Восьмиконечная звезда (аллегория знака «Роза ветров») символизирует мореплавание, устремлённость в достижении цели. Она считается звездой надежды.
Зелёный цвет символизирует весну, здоровье, природу, надежду.
Жёлтый цвет (золото) символизирует богатство, стабильность, уважение, интеллект.
Белый цвет (серебро) — символ чистоты, совершенства, искренности и взаимопонимания.
Малиновый цвет (пурпур) — символизирует власть, почёт, величие, благородство происхождения.